# 山崎みしえる
山﨑 みしえる（やまざき みしえる）は、日本の編集者、会社経営者、会社顧問。

## 来歴
株式会社リクルートに入社後、編集者として5年間勤務。その後、フリーの編集者として独立。主にファッション誌、女性誌、音楽誌の編集を行う。
1996年より短期間「EGO-WAPPIN'」の初代マネージャーを務めインディーズ時代のアルバム制作を行った。
2007年9月、ファッションブランド『BLESS TOKYO』を設立。モバイルインターネットのみで販売。3時間で数百万円をマークするなど一週間で「1億円ブランド」となる。3か月後、渋谷109にショップ開業。その後、ファッションウォーカー他、EC販売店約10か所でネットショップを展開。ブランド立ち上げから間もなく「東京ガールズコレクション」のファーストステージに参加。これについて繊研新聞のインタビューで「この会社の社長がリクルート時代の先輩だった。多分、特別扱いしてもらった。実力じゃない」と答えている。
2009年、ファッションブランド『AMARQQ』を設立。伊勢丹新宿本店で販売。女優の桐谷美玲は「エースコック」の「はるさめシリーズ」のCMで着用したほか新製品記者会見で同ブランドのワンピースを着用。パフュームが新曲のプロモーションで同じワンピースを着用するなどタレントが公式の場で起用したことで知られるようになった。これについてWWDのインタビューで「全く知らなかった。CMを観て初めて桐谷さんらが同じ商材を着用しているのを知った。スタイリストが店でピックアップしたようで聞かされてなかった」と答えている。同年、「小悪魔ガール・ブスガール」をSBクリエイティブから出版。「元々は編集者なのでこの仕事が近年で一番ラクだった」とテレビ大阪の番組で答えている。
2014年、松本英子とマネージメント契約。アルバム「I'm HOME」（2014年5月21日）の制作を担当。自身も「あの町へ」でmisiel名義で作詞を担当した。（作曲：saigenjin）

## 人物
東京都品川区出身。その後、横浜市で育つ。中学2年生から高校卒業まで熊本県水俣市に在住する。
小学生時代、趣味が読書で作文を先生に褒められたことが心に残っており、「自分の取り柄は、文章を書くこと」だと思い始める。高校卒業後、放送作家に興味を持ち、渡辺プロダクション（当時）の制作一課に出入りするようになった。しかし「女性が足りない」という理由でレッスン生になるよう促され、バラエティチームでタレントレッスンを受けていた。毎月、同期のメンバーと舞台に立っていた。舞台付きの作家に三谷幸喜氏がおり「手書きの台本をよくもらっていた。捨てられず今も持っている」と出演したNHKの「東京カワイイ★TV」で語った。その後、タレント活動を辞めて就職する。これについても同番組で「君はタレントに向いていないとフジテレビの佐藤義和氏に言われた。佐藤さんが言うなら間違いないと思ったので辞めた。タレントにならなくて良かったと思っている」「渡辺プロダクションのレッスン生だったことは最近になってやっと人に話せるようになった。ずっといわゆる黒歴史だった」と振り返った。その後、株式会社リクルートに入社し、念願の編集部門に配属され5年の勤務ののち独立をする。。
2000年、有限会社設立後、雑誌の編集のほかレディースファッションブランド各社のクリエイティブ・ディレクターとして活動。立ち上げ当初は南青山のワンルームで３人ほどで運営していた。その間、多くのアパレルブランドの創成期に関わる。また、大手アパレルブランド、通販企業のコンサルタントとしても活動。「億を作るファッションコマースの女性プロデューサー」と書籍にあるが、これについてAmazonでの販売ページのビデオで「後悔している。当時の編集者に勧められて記載したが恥ずかしい」と語っている。
「自分の思うクリエイティブ広告やカタログが作りたい」との思いからファッションブランドを当時のDeNAの「モバコレ」と協業で立ち上げたが、繊研新聞のインタビューで「自分は小売りをやりたかったわけでもなくファッションビジネスがやりたかったわけでもない」「自分の思う最高のビジュアルが作りたくて、たまたま人との出会いがあってブランドをやることになっただけ」「結果的に億単位の数字を動かすようになったが小売りには関心がなかった」などと答えている。同時期のWWDでのインタビューでも「経営の素人が上場企業子会社の社長をやることになり必死で勉強しているが追いつかない」「先に売上がどんどんできてしまって経営を勉強する時間がない。本来、順番が逆」などと答えた。「情熱社長」のインタビューでは「自分は元来、営業ができるような人間ではなく社交的でもない。ただ、なぜか才能のある人の近くに居合わせる。流れに逆らわず生きていたら上手くいくことが多い。それが運だというならそうかもしれない」と答えた。
座右の銘は「変毒為薬」。

## 書籍
| タイトル                 | 発行日        | ISBNコード         |
| ------------------------ | ------------- | ------------------ |
| 小悪魔ガールVSブスガール | 2009年12月8日 | ISBN 9784797356984 |